# Buchy (comuna delegada)
Buchy era una comuna francesa situada en el departamento de Sena Marítimo, de la región de Normandía, que el uno de enero de 2017 pasó a ser una comuna delegada de la comuna nueva de Buchy al unirse con las comunas de Bosc-Roger-sur-Buchy y Estouteville-Écalles.

## Demografía
| Gráfica de evolución demográfica de Buchy entre 1800 y 2013 |
|                                                             |

Los datos demográficos contemplados en este gráfico de la comuna de Buchy se han cogido de 1800 a 1999 de la página francesa EHESS/Cassini, y los demás datos de la página del INSEE.